# Lino Ferreira
Sebastião Lino Ferreira (Lisboa, 26 de julho de 1884 — Lisboa, 29 de abril de 1939) foi autor de revistas, empresário, ator, homem de teatro e cineasta português, um dos pioneiros do cinema de Portugal e um dos principais nomes do teatro de revista de seu país no início do século XX.
Escreveu mais de mais de 200 atos para o teatro ligeiro, entre peças, revistas e operetas. A sua primeira comédia, Não apertem a tarraxa, foi representada no Teatro do Príncipe Real, mais tarde Teatro Apolo. Com Ernesto Rodrigues e Félix Bermudes, levou à cena a revista Sol e Sombra, em 1910, também no Teatro do Príncipe Real. Foi administrador do Teatro Nacional Almeida Garrett - atualmente, Teatro Nacional D. Maria II -, fundou o Cinema Odéon e foi empresário de várias salas de espetáculos, como Chiado Terrasse, o Salão da Trindade, o Teatro Variedades, o Teatro Apolo, o Teatro da Avenida e o Teatro Politeama. Foi diretor da publicação brasileira Theatro e Sport.
A 5 de outubro de 1931, foi agraciado com o grau de Oficial da Ordem Militar de Sant'Iago da Espada.
Tem uma rua com o seu nome na toponímia de Lisboa (Rua Lino Ferreira, freguesia de Marvila).

## Filmografia

### Realizador
1. Os Crimes de Diogo Alves (1909)
2. O Rapto de Uma Actriz (1907)
3. O Centenário (1922)

### Ator
1. O Rapto de Uma Actriz (1907)
2. Os Crimes de Diogo Alves (1909) .... Bandoleiro - bandido
3. O Bicho da Serra de Sintra (1926)
4. As Pupilas do Senhor Reitor (1935) .... João Semana
5. Bocage (1936) .... Francisco, um polícia
6. Maria Papoila (1937/I) .... Pai de Eduardo

### Roteirista
1. Os Crimes de Diogo Alves (1911) (roteiro)